# Platypalpus teneriffensis
Platypalpus teneriffensis är en tvåvingeart som först beskrevs av Becker 1908.  Platypalpus teneriffensis ingår i släktet Platypalpus och familjen puckeldansflugor.
Artens utbredningsområde är Kanarieöarna. Inga underarter finns listade i Catalogue of Life.